# Wybory parlamentarne w Wolnym Mieście Gdańsku w 1930 roku

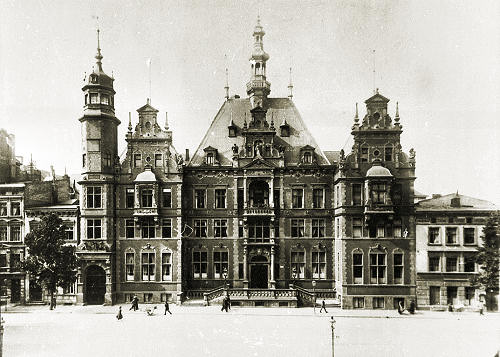
Budynek gdańskiego Volkstagu

Wybory parlamentarne w Wolnym Mieście Gdańsku w 1930 roku – czwarte w historii Wolnego Miasta Gdańska wybory do parlamentu – Volkstagu (IV kadencja), przeprowadzone 16 listopada 1930 roku.

## Tło wyborów
4 lipca 1930 roku w Konstytucji Wolnego Miasta Gdańska dokonano wielu zmian, w tym zmniejszono liczbę posłów. Po raz pierwszy obywatele wybierali 72 posłów, a nie, jak wcześniej, 120. W wyniku wyborów większość zachowała Socjaldemokratyczna Partia Niemiec (19 mandatów). Kadencja trwała od 16 listopada 1930 do 27 października 1933 roku.

## Wyniki wyborów
| Partia                                                     | Głosów  | % głosów | Mandatów | % mandatów |
| ---------------------------------------------------------- | ------- | -------- | -------- | ---------- |
| Socjaldemokratyczna Partia Niemiec (SPD)                   | 49 965  | 25,25    | 19       | 26,39      |
| Narodowosocjalistyczna Niemiecka Partia Robotników (NSDAP) | 32 457  | 16,40    | 12       | 16,67      |
| Partia Centrum Wolnego Miasta Gdańska                      | 30 230  | 15,28    | 11       | 15,28      |
| Niemiecka Narodowa Partia Ludowa (DNVP)                    | 25 938  | 13,11    | 10       | 13,89      |
| Komunistyczna Partia Niemiec (KPD)                         | 20 194  | 10,21    | 7        | 9,72       |
| Niemiecko-Gdańska Partia Gospodarcza                       | 6368    | 3,22     | 2        | 2,78       |
| Niemiecka Wspólnota (wiejska)                              | 5312    | 2,68     | 3        | 4,17       |
| Polacy                                                     | 4763    | 2,41     | 2        | 2,78       |
| Mieszczańska Wspólnota Pracujących                         | 4685    | 2,37     | 2        | 2,78       |
| Narodowo-Liberalna Partia Mieszczańska                     | 4400    | 2,22     | 2        | 2,78       |
| Niemiecko-Gdańska Partia Gospodarcza                       | 3480    | 1,76     | 1        | 1,39       |
| Niemiecka Partia Liberalna                                 | 3254    | 1,64     | 1        | 1,39       |
| Partia Polsko-Katolicka                                    | 1614    | 0,82     | 0        | 0          |
| Chrześcijańska Partia Ludowa                               | 1605    | 0,81     | 0        | 0          |
| Niemiecka Wspólnota (miejska)                              | 1396    | 0,71     | 0        | 0          |
| Partia Lokatorów                                           | 1312    | 0,66     | 0        | 0          |
| Rybacy i Wędzarze                                          | 898     | 0,45     | 0        | 0          |
| głosy nieważne                                             | 336     | 0,18     | 0        | 0          |
| Razem                                                      | 197 871 | 100      | 72       | 100        |
| Frekwencja                                                 | 89,07%  | 89,07%   | 89,07%   | 89,07%     |

Z Polaków posłami zostali wybrani: Antoni Lendzion i Erazm Czarnecki.